# 胎生 (佛教)
胎生（梵語：jarāyu-ja），佛教術語，指從母胎出生，又作腹生，爲四生（四種眾生出生的方式）之一，

## 概论
胎生，意為有情先為胎藏纏裹、後破胎藏而出生，不同於卵生（從卵中孵化生出）、濕生（在濕潤處由濕氣生出）、化生（从无中突然自然变化生出），例如象、馬、牛等畜生，部分的龍、大鵬金翅鳥、鬼、人等。
《俱舍論》指出後身菩薩（指此生結束後即解脫生死之菩薩）皆為胎生，其原因為引導世人接受正法、增加對佛法之信心、避免外道毀謗其為鬼神化身。
四生并非和“物种”或六道众生种类一一对应，如人與傍生四種生育方式皆有，目前的人類即為胎生，餓鬼道亦有胎生及化生兩種。《楞嚴經》亦認為遍布於各道中的阿修羅各有不同誕生方式，其中人道阿修羅為胎生。